# ضحية بيت العز (مسرحية)
ضحية بيت العز، مسرحية كوميدية كويتية. كتبها سعد الفرج وعبد الحسين عبد الرضا، وأخرجها فاروق القيسي.

## قصة المسرحية
تدور أحداث المسرحية حول «سيف» (عبد الحسين عبد الرضا) الذي يعمل في شركة «عبد الرحمن بو طبر» (سعد الفرج) وهو مخلص له ويحترم عمله، ولكن في النهاية تحدث مشاكل في بيته ويقوم «سيف» بالدفاع عن أهله وعرضه والنتيجة يقتل الشاب الذي تعرف على ابنته وتتغير أحوال «عبد الرحمن» ويقف ضده.